# Paul Nagle
Paul Nagle (Killarney, 29 agosto 1978) è un ex copilota di rally irlandese.

## Biografia
Si avvicinò alla disciplina molto giovane, in quanto suo padre, anch'egli copilota, saltuariamente prendeva parte ai rally locali ed era inoltre impegnato nei comitati organizzatori di alcune prove vicino a casa, in Irlanda.
Debuttò a livello agonistico nel 1997 ma è solo nel 2002 che ottenne il primo grande risultato in carriera, trionfando nella Peugeot Super Cup su una Peugeot 206 di gruppo A, al fianco del pilota britannico Garry Jennings; la partecipazione a tale competizione gli permise inoltre di acquisire esperienza a livello europeo, partecipando a gare in Gran Bretagna e Francia.

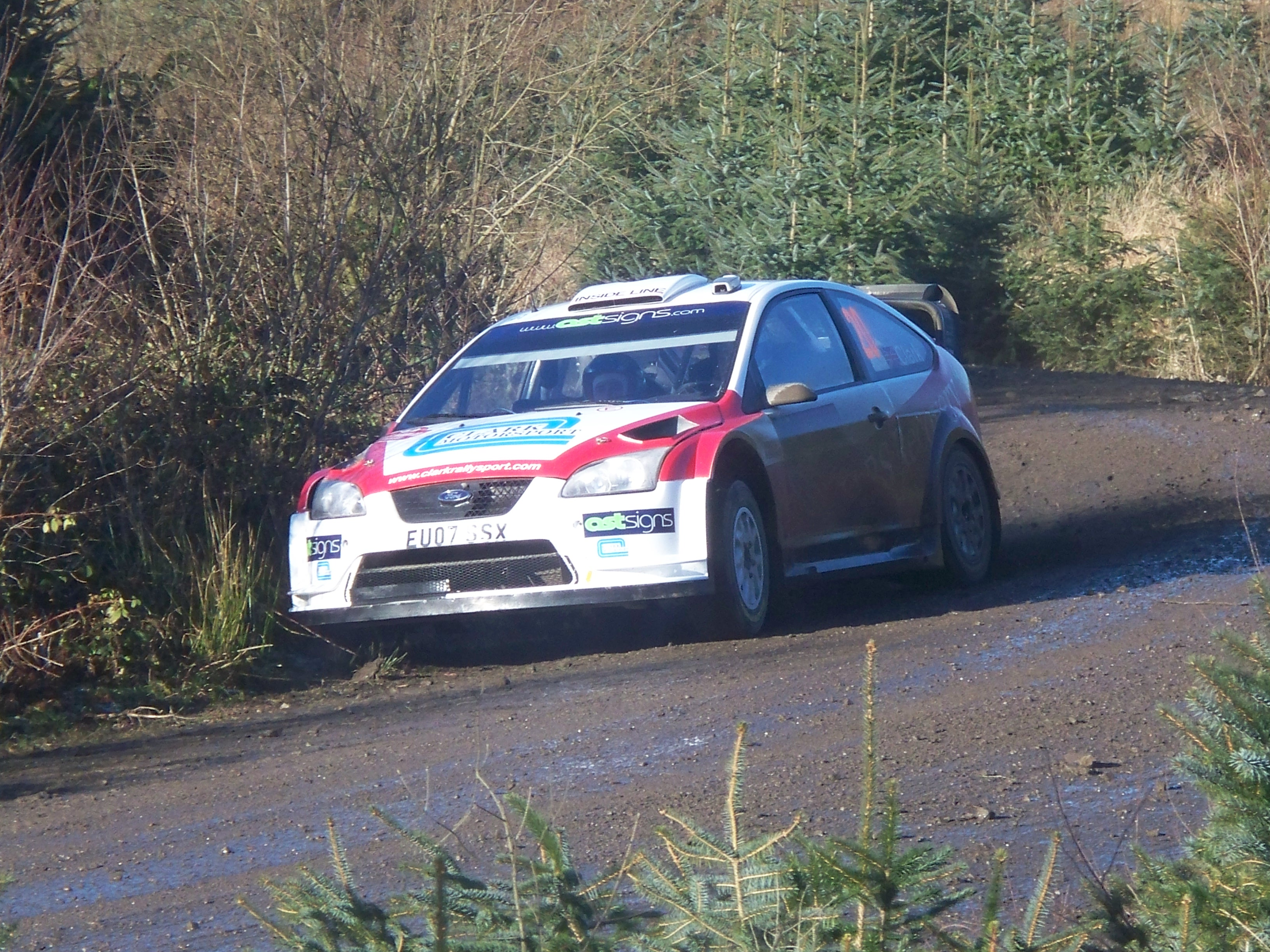
Nagle con Barry Clark al Rally di Gran Bretagna nel 2008

Dal 2003 al 2005 partecipò prevalentemente ai rally in Irlanda e nel 2004 esordì nel mondiale WRC al Rally di Catalogna con Donie O'Sullivan su una Ford Focus RS WRC, concludendo la gara al 18º posto assoluto. Nel 2006 giunse sesto al Rally del Messico con il connazionale Gareth MacHale, sempre su una Focus RS WRC, ottenendo così i suoi primi punti iridati (tre). La stagione successiva invece, dopo un brutto incidente in Sardegna, i due chiusero anticipatamente la stagione. Nel 2008 disputò alcune gare iridate per il team Stobart M-Sport con Barry Clark.
In coppia con Kris Meeke partecipò all'Intercontinental Rally Challenge, vincendo il campionato nel 2009 e concludendo al terzo posto nel 2010, sempre a bordo di una Peugeot 207 S2000. Grazie agli ottimi risultati ottenuti, la coppia attirò le attenzioni della squadra ufficiale Mini che li ingaggiò in vista della stagione 2011, conclusa con due piazzamenti a punti e quattro ritiri. A causa di alcuni problemi finanziari comunque il contratto con la casa inglese venne risolto prima dell'inizio del 2012, così nella seconda parte della stagione Nagle passò a navigare il giovane connazionale Craig Breen, rimasto senza navigatore dopo la morte di Gareth Roberts, e contribuì alla vittoria di Breen nel campionato piloti S-WRC.

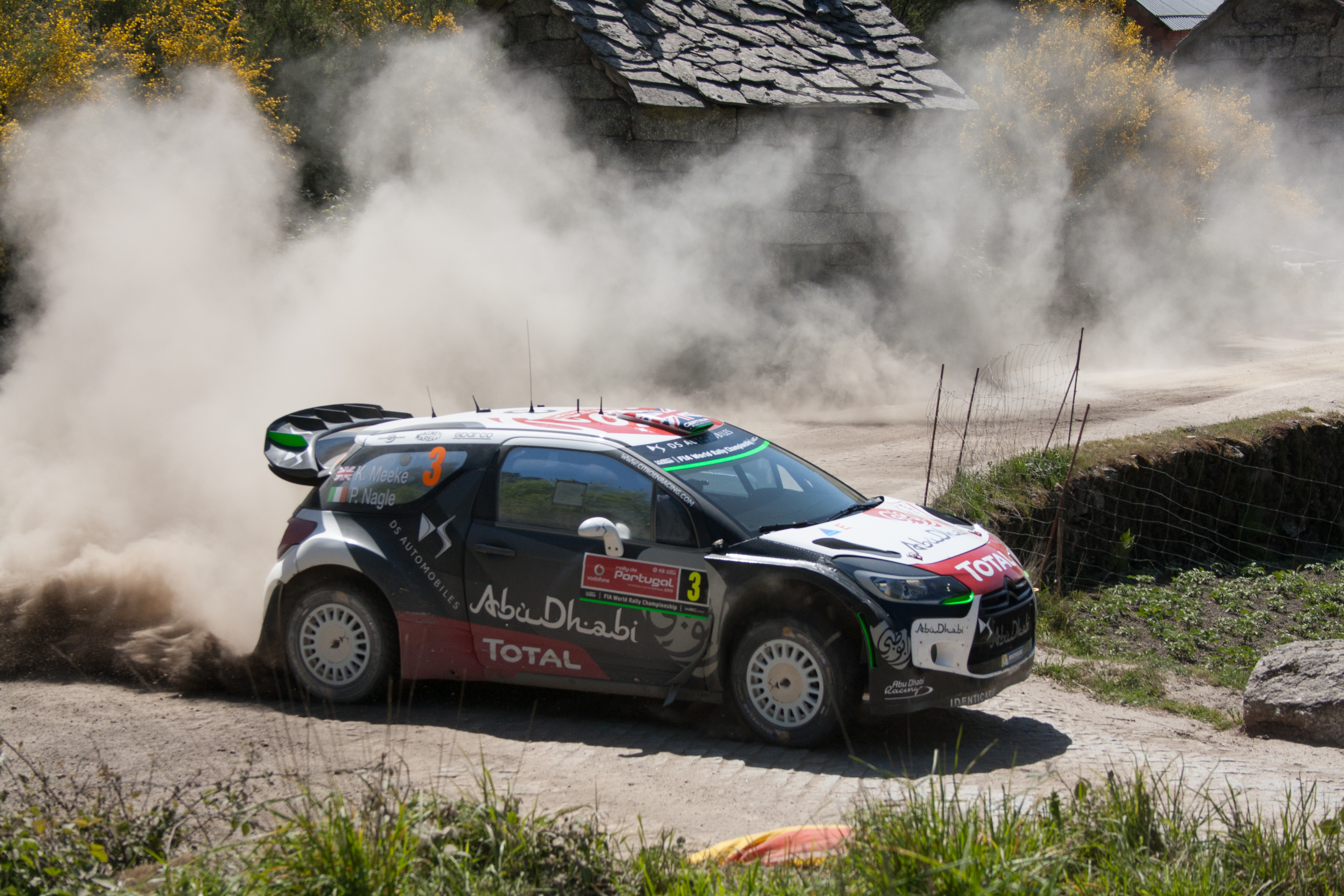
Nagle e Meeke con la Citroën DS3 WRC nel 2015 al Rally del Portogallo

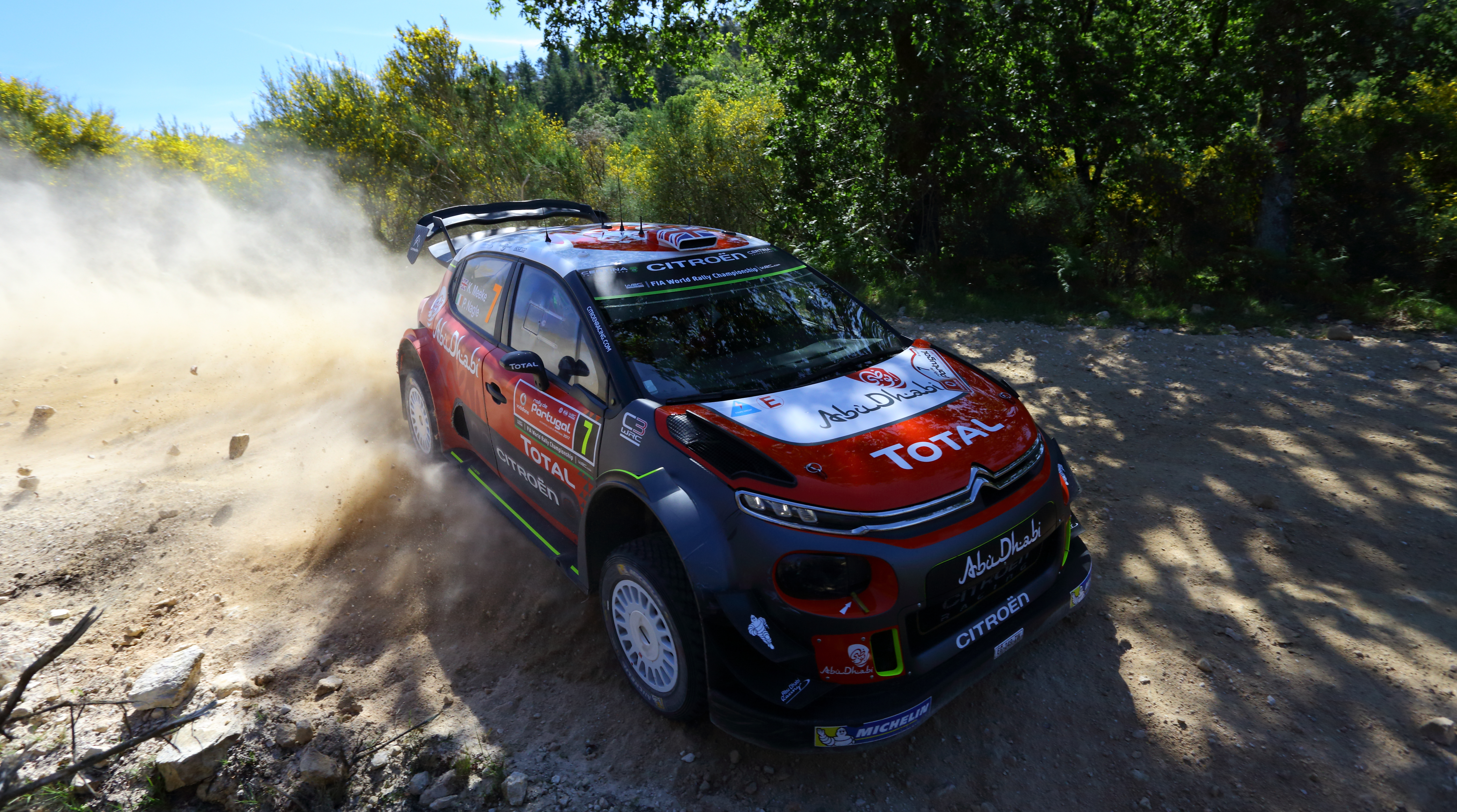
Nagle e Meeke con la Citroën C3 WRC al Rally del Portogallo 2017

Nel 2013 sostituì Mikko Markkula in due occasioni al fianco di Andreas Mikkelsen, prima di ritornare stabilmente al fianco di Kris Meeke dopo l'annuncio dell'ingaggio del nordirlandese da parte della Citroën per la stagione 2014. Dopo un ottimo terzo posto all'inaugurale Rally di Monte Carlo, al quale seguirono i piazzamenti a podio in Argentina, Finlandia e Francia, la coppia ottenne il rinnovo contrattuale con la casa francese anche per il 2015, stagione nella quale non solo Nagle e Meeke conquistarono la loro prima vittoria in Argentina, ma grazie a una convincente seconda parte di stagione (coronata con un secondo posto al Rally di Gran Bretagna) la Citroën li legò a sé con un contratto triennale.
Nel 2016 Nagle, sempre in coppia con Meeke, portò avanti un programma che prevedeva sia il collaudo della nuova Citroën C3 WRC sia la partecipazione a selezionati eventi del calendario a bordo della DS3 WRC preparata dall'Abu Dhabi Total World Rally Team. Arrivarono due vittorie in Portogallo e in Finlandia.
Nel 2017 Nagle e Meeke disputarono una stagione altalenante sulla nuova C3 WRC, ottenendo due vittorie in Messico e in Spagna ma collezionando anche cinque ritiri e soltanto altri tre piazzamenti a punti. Nel 2018 la coppia venne confermata come prima guida dal team francese.

## Palmarès
2009
- - Intercontinental Rally Challenge, con Kris Meeke su Peugeot 207 S2000

### Vittorie nel mondiale rally

#### S-WRC
| Nº | Anno | Rally                      | Pilota      | Vettura           |
| -- | ---- | -------------------------- | ----------- | ----------------- |
| 1  | 2012 | 68º Rally di Gran Bretagna | Craig Breen | Ford Fiesta S2000 |
| 2  | 2012 | 3º Rally d'Alsazia         | Craig Breen | Ford Fiesta S2000 |
| 3  | 2012 | 47º Rally di Catalogna     | Craig Breen | Ford Fiesta S2000 |

#### WRC
| Nº | Anno | Rally                    | Pilota     | Vettura         | Squadra                     |
| -- | ---- | ------------------------ | ---------- | --------------- | --------------------------- |
| 1  | 2015 | 35º Rally d'Argentina    | Kris Meeke | Citroën DS3 WRC | Citroën Total Abu Dhabi WRT |
| 2  | 2016 | 50º Rally del Portogallo | Kris Meeke | Citroën DS3 WRC | Abu Dhabi Total WRT         |
| 3  | 2016 | 66º Rally di Finlandia   | Kris Meeke | Citroën DS3 WRC | Abu Dhabi Total WRT         |
| 4  | 2017 | 14º Rally del Messico    | Kris Meeke | Citroën C3 WRC  | Citroën Total Abu Dhabi WRT |
| 5  | 2017 | 53º Rally di Catalogna   | Kris Meeke | Citroën C3 WRC  | Citroën Total Abu Dhabi WRT |

## Risultati nel mondiale rally
| 2004 | Scuderia | Vettura              |  |  |  |  |  |  |  |  |  |  |  |  |  |  |    |  | Punti | Pos. |
| ---- | -------- | -------------------- |  |  |  |  |  |  |  |  |  |  |  |  |  |  | -- |  | ----- | ---- |
| 2004 |          | Ford Focus RS WRC 01 |  |  |  |  |  |  |  |  |  |  |  |  |  |  | 18 |  | 0     |      |

| 2006 | Scuderia | Vettura              |    |  |   |     |  |    |    |  |    |  |     |  |  |  |  |     | Punti | Pos. |
| ---- | -------- | -------------------- | -- |  | - | --- |  | -- | -- |  | -- |  | --- |  |  |  |  | --- | ----- | ---- |
| 2006 |          | Ford Focus RS WRC 04 | 16 |  | 6 | Rit |  | 11 | 11 |  | 10 |  | Rit |  |  |  |  | Rit | 3     | 21º  |

| 2007 | Scuderia | Vettura                                                             |    |  |  |     |    |  |     |  |  |  |  |  |  |  |     |  | Punti | Pos. |
| ---- | -------- | ------------------------------------------------------------------- | -- |  |  | --- | -- |  | --- |  |  |  |  |  |  |  | --- |  | ----- | ---- |
| 2007 |          | Ford Focus RS WRC 03, Ford Focus RS WRC 06 e Subaru Impreza WRC2006 | 11 |  |  | Rit | 13 |  | Rit |  |  |  |  |  |  |  | Rit |  | 0     |      |

| 2008 | Scuderia                                       | Vettura                                   |  |  |  |  |  |  |  |    |  |    |  |  |    |  |    |  | Punti | Pos. |
| ---- | ---------------------------------------------- | ----------------------------------------- |  |  |  |  |  |  |  | -- |  | -- |  |  | -- |  | -- |  | ----- | ---- |
| 2008 | Munchi's Ford WRT e Stobart VK Ford Rally Team | Ford Focus RS WRC 07 e Renault Clio S1600 |  |  |  |  |  |  |  | 10 |  | 24 |  |  | 10 |  | 10 |  | 0     |      |

| 2011 | Scuderia      | Vettura                    |  |  |  |  |     |  |  |     |     |  |     |   |   |  |  |  | Punti | Pos. |
| ---- | ------------- | -------------------------- |  |  |  |  | --- |  |  | --- | --- |  | --- | - | - |  |  |  | ----- | ---- |
| 2011 | Mini WRC Team | Mini John Cooper Works WRC |  |  |  |  | Rit |  |  | Rit | Rit |  | Rit | 5 | 4 |  |  |  | 25    | 11º  |

| 2012 | Scuderia | Vettura           |  |  |  |  |  |  |  |     |  |    |    |  |   |  |  |  | Punti | Pos. |
| ---- | -------- | ----------------- |  |  |  |  |  |  |  | --- |  | -- | -- |  | - |  |  |  | ----- | ---- |
| 2012 |          | Ford Fiesta S2000 |  |  |  |  |  |  |  | Rit |  | 13 | 17 |  | 6 |  |  |  | 8     | 18º  |

| 2013 | Scuderia                 | Vettura               |  |  |  |  |  |  |  |  |  |   |   |  |  |  |  |  | Punti | Pos. |
| ---- | ------------------------ | --------------------- |  |  |  |  |  |  |  |  |  | - | - |  |  |  |  |  | ----- | ---- |
| 2013 | Volkswagen Motorsport II | Volkswagen Polo R WRC |  |  |  |  |  |  |  |  |  | 6 | 7 |  |  |  |  |  | 14    | 13º  |

| 2014 | Scuderia                    | Vettura         |   |    |     |     |   |    |   |   |     |   |   |    |   |  |  |  | Punti | Pos. |
| ---- | --------------------------- | --------------- | - | -- | --- | --- | - | -- | - | - | --- | - | - | -- | - |  |  |  | ----- | ---- |
| 2014 | Citroën Total Abu Dhabi WRT | Citroën DS3 WRC | 3 | 10 | Rit | Rit | 3 | 18 | 7 | 3 | Rit | 4 | 3 | 19 | 6 |  |  |  | 92    | 7º   |

| 2015 | Scuderia                    | Vettura         |    |   |    |   |   |    |   |    |    |   |   |   |   |  |  |  | Punti | Pos. |
| ---- | --------------------------- | --------------- | -- | - | -- | - | - | -- | - | -- | -- | - | - | - | - |  |  |  | ----- | ---- |
| 2015 | Citroën Total Abu Dhabi WRT | Citroën DS3 WRC | 10 | 7 | 16 | 1 | 4 | 24 | 7 | 17 | 12 | 3 | 4 | 5 | 2 |  |  |  | 112   | 5º   |

| 2016 | Scuderia            | Vettura         |     |    |  |  |   |  |  |   |  |  |    |     |   |  |  |  | Punti | Pos. |
| ---- | ------------------- | --------------- | --- | -- |  |  | - |  |  | - |  |  | -- | --- | - |  |  |  | ----- | ---- |
| 2016 | Abu Dhabi Total WRT | Citroën DS3 WRC | Rit | 23 |  |  | 1 |  |  | 1 |  |  | 16 | Rit | 5 |  |  |  | 64    | 9º   |

| 2017 | Scuderia                    | Vettura        |     |    |   |     |     |    |     |  |   |     |   |   |   |  |  |  | Punti | Pos. |
| ---- | --------------------------- | -------------- | --- | -- | - | --- | --- | -- | --- |  | - | --- | - | - | - |  |  |  | ----- | ---- |
| 2017 | Citroën Total Abu Dhabi WRT | Citroën C3 WRC | Rit | 12 | 1 | Rit | Rit | 18 | Rit |  | 8 | Rit | 1 | 7 | 7 |  |  |  | 77    | 7º   |

| 2018 | Scuderia                    | Vettura        |   |     |   |   |   |     |  |  |  |  |  |  |  |  |  |  | Punti | Pos. |
| ---- | --------------------------- | -------------- | - | --- | - | - | - | --- |  |  |  |  |  |  |  |  |  |  | ----- | ---- |
| 2018 | Citroën Total Abu Dhabi WRT | Citroën C3 WRC | 4 | Rit | 3 | 9 | 7 | Rit |  |  |  |  |  |  |  |  |  |  | 43    | 14º  |

| 2019 | Scuderia                | Vettura               |  |  |  |  |  |  |  |  |   |  |  |   |  |  |  |  | Punti | Pos. |
| ---- | ----------------------- | --------------------- |  |  |  |  |  |  |  |  | - |  |  | - |  |  |  |  | ----- | ---- |
| 2019 | Hyundai Shell Mobis WRT | Hyundai i20 Coupe WRC |  |  |  |  |  |  |  |  | 7 |  |  | 8 |  |  |  |  | 10    | 15º  |

| 2020 | Scuderia                | Vettura               |  |   |  |    |  |  |  |  |  |  |  |  |  |  |  |  | Punti | Pos. |
| ---- | ----------------------- | --------------------- |  | - |  | -- |  |  |  |  |  |  |  |  |  |  |  |  | ----- | ---- |
| 2020 | Hyundai Shell Mobis WRT | Hyundai i20 Coupe WRC |  | 7 |  | 25 |  |  |  |  |  |  |  |  |  |  |  |  | 25    | 9º   |

| 2021 | Scuderia                | Vettura               |  |    |   |  |  |  |   |   |  |    |  |  |  |  |  |  | Punti | Pos. |
| ---- | ----------------------- | --------------------- |  | -- | - |  |  |  | - | - |  | -- |  |  |  |  |  |  | ----- | ---- |
| 2021 | Hyundai Shell Mobis WRT | Hyundai i20 Coupe WRC |  | 42 | 8 |  |  |  | 2 | 2 |  | 35 |  |  |  |  |  |  | 76    | 6º   |

| 2022 | Scuderia         | Vettura          |   |     |   |   |   |   |    |     |    |    |    |   |  |  |  |  | Punti | Pos. |
| ---- | ---------------- | ---------------- | - | --- | - | - | - | - | -- | --- | -- | -- | -- | - |  |  |  |  | ----- | ---- |
| 2022 | M-Sport Ford WRT | Ford Puma Rally1 | 3 | 365 | 4 | 8 | 2 | 6 | 30 | 322 | 60 | 53 | 16 | 9 |  |  |  |  | 79    | 7º   |

| Legenda | 1º posto | 2º posto | 3º posto | A punti | Senza punti | Ritirato | Squalificato | NP=Non partito C=Gara cancellata | Apice=Power stage |

### S-WRC
| 2012 | Scuderia | Vettura           |  |  |  |  |  |  |  |     |  |   |   |  |   |  |  |  | Punti | Pos. |
| ---- | -------- | ----------------- |  |  |  |  |  |  |  | --- |  | - | - |  | - |  |  |  | ----- | ---- |
| 2012 |          | Ford Fiesta S2000 |  |  |  |  |  |  |  | Rit |  | 1 | 1 |  | 1 |  |  |  | 75    | 4º   |

| Legenda | 1º posto | 2º posto | 3º posto | A punti | Senza punti | Ritirato | Squalificato | NP=Non partito C=Gara cancellata | Apice=Power stage |